# Текстильный институт Ивановского государственного политехнического университета
Ивановская государственная текстильная академия (ИГТА) — высшее учебное заведение, расположенное в городе Иваново. История ВУЗа ведется от текстильного факультета Иваново-Вознесенского политехнического института, основанного в 1918 году. В мае 1930 факультет преобразован в Ивановский текстильный институт им. М. В. Фрунзе (ИвТИ). Статус академии вузу был присвоен в 1994 г. В 2012 вошла в состав вновь образованного Ивановского политехнического университета под названием Текстильный институт Ивановского государственного политехнического университета.

## История
ВУЗ создан приказом по Высшему Совету Народного Хозяйства СССР от 17 мая 1930 г. № 1374 на базе текстильного факультета Иваново-Вознесенского политехнического института им. М. В. Фрунзе как Иваново-Вознесенский текстильный институт.
После переименования города Иваново-Вознесенск в город Иваново (постановление ЦИК СССР 27 декабря 1932 года) Иваново-Вознесенский текстильный институт стал именоваться Ивановским текстильным институтом, которому постановлением Совета Министров РСФСР от 2 июня 1960 г. № 796 присвоено имя М. В. Фрунзе.
Приказом по Министерству высшего и среднего специального образования РСФСР от 15 июня 1960 г. № 480 Ивановский текстильный институт переименован в Ивановский текстильный институт имени М. В. Фрунзе, который приказом Государственного комитета Российской Федерации по высшему образованию от 23 июня 1994 г. № 615 переименован в Ивановскую государственную текстильную академию.
Постановлением Правительства Российской Федерации от 17 июня 1998 г. № 600 и приказом Министерства общего и профессионального образования Российской Федерации от 25 декабря 1998 г. № 3249 Ивановская государственная текстильная академия реорганизована путём присоединения к ней Вичугского вечернего текстильного техникума, Кинешемского вечернего текстильного техникума и Тейковского вечернего текстильного техникума на правах обособленных структурных подразделений-филиалов.
13 ноября 2002 года Ивановская государственная текстильная академия внесена в Единый государственный реестр юридических лиц как государственное образовательное учреждение высшего профессионального образования «Ивановская государственная текстильная академия», которое приказом Министерства образования и науки Российской Федерации от 27 мая 2011 г. № 1871 переименовано в федеральное государственное бюджетное образовательное учреждение высшего профессионального образования «Ивановская государственная текстильная академия». В соответствии с приказом Министерства образования и науки от 28 ноября 2012 г. № 995 Ивановская государственная текстильная академия объединена с Ивановским государственным архитектурно-строительным университетом в Ивановский государственный политехнический университет.

## Факультеты
В состав института входят следующие факультеты:
- Технологический факультет
- Факультет индустрии моды
- Факультет механики и автоматики
- Факультет экономики и управления
- Факультет дизайна и культурного сервиса
- Факультет альтернативных форм обучения

## Отделы ИГТА
- Учебно-методическое управление
- Управление учебно-воспитательной работы
- Отдел сервисного и эксплуатационного обеспечения
- Студенческое конструкторско-исследовательское бюро
- Отдел практической психологии
- Юридический отдел
- Управление информационно-коммуникационных технологий
- Управление кадров

## Филиалы
Филиалы института находятся в Краснодаре, Нижнем Новгороде, Рязани, Вичуге, Кинешме, Тейкове.

## ИГТА в искусстве
- Алексидзе, Гедеван Александрович — один из главных персонажей фильма «Кин-дза-дза!», по фильму являлся студентом текстильного института в Иваново.